# Sergej Michajlovič Romanov
Sergej Michajlovič Romanov, (in russo Сергей Михайлович Романов?) (Borjomi, 7 ottobre 1869 – Alapaevsk, 18 luglio 1918), è stato il sesto figlio del granduca Michail Nikolaevič Romanov e primo cugino dello zar Alessandro III di Russia. Seguì la carriera militare e servì come ispettore generale dell'artiglieria con il rango di aiutante generale durante la prima guerra mondiale. Venne ucciso dai bolscevichi assieme ad altri Romanov ad Alapaevsk il 18 luglio 1918, il giorno dopo la fucilazione di Nicola II e della sua famiglia ad Ekaterinburg.

## Biografia

### Infanzia ed educazione
Il granduca Sergej Michajlovič nacque il 7 ottobre 1869 a Borjomi, la tenuta di suo padre ampia 200 000 acri (810 km²) a circa 140 km da Tbilisi. Fu il sesto figlio del granduca Michail Nikolaevič di Russia e della moglie Olga Feodorovna, nata principessa Cecilia di Baden. Chiamato Sergej in onore di San Sergio di Radonež, egli trascorse la sua infanzia nel Caucaso, fino al 1881 quando la sua famiglia si trasferì a San Pietroburgo. Venne cresciuto in un ambiente severo e militaresco, ricevendo poche dimostrazione d'affetto dai propri genitori; suo padre, occupato dagli incarichi militari e governativi, rimase una figura piuttosto distante, e la madre esigente applicava una rigida disciplina, mostrandosi fredda nei confronti dei suoi figli.

### Carriera militare
Al pari dei fratelli, Sergej Michajlovič venne destinato fin dalla nascita alla carriera militare; aveva appena due settimane di vita quando venne iscritto in un'unità militare battezzata con il suo nome: il 153º Reggimento di Fanteria Vakusnkij di S.A.I. Granduca Sergej Michajlovič.

### Granduca di Russia

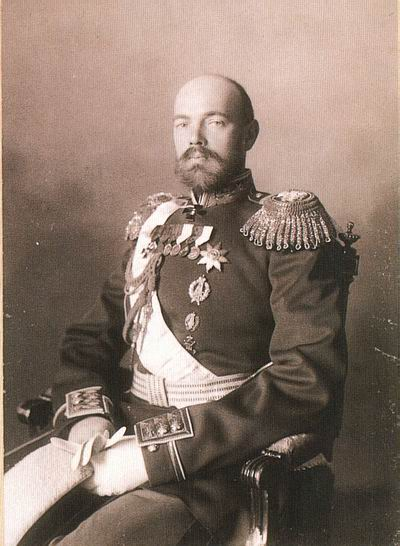
Il granduca Sergej Michajlovič in una fotografia d'epoca

Sergej amava la vita militare e prestò servizio in numerosi reggimenti; dopo essersi diplomato presso la Scuola per l'Artiglieria Michajlovskij iniziò il servizio militare nelle Guardie Personali della Brigata dell'Artiglieria a Cavallo. Nel 1891 divenne aiutante di campo dell'Imperatore e nel 1899 venne promosso al rango di colonnello. Nel 1904 divenne generale maggiore nella Brigata Artiglieri delle Guardie del seguito dello Zar. Nel 1905 sostituì suo padre come ispettore generale dell'Artiglieria, posizione che ricoprì fino al 1915 quando venne rimosso dall'incarico a causa di alcune controversie sorte durante la prima guerra mondiale. Nel 1908 divenne aiutante generale e nel 1914 venne ulteriormente promosso al livello di generale di Cavalleria. Dal gennaio 1916 fu ispettore generale di campo dell'Artiglieria finché non prestò le dimissioni dall'esercito alla caduta della monarchia.
Sergej Michajlovič era alto, raggiungendo circa 1,90 metri di altezza, e fu l'unico tra i figli del granduca Michail Nikolaevič ad ereditare i suoi occhi blu e capelli biondi. Divenne calvo prematuramente ed era considerato il meno attraente tra i membri di una famiglia di persone molto belle. Aveva un buon senso dell'umorismo, ma era pessimista, influenzato in questo dal suo tutore, il colonnello Helmerson. Aveva l'abitudine di dire «tant pis» (tanto peggio) ad ogni cattiva notizia. Ampiamente considerato rude e lunatico, era allo stesso tempo sincero, affettuoso, inoltre amava la semplicità ed era molto disponibile, non facendo distinzioni di classe.
Il Granduca, a differenza dei suoi fratelli, si interessava di matematica e fisica, il che coincideva per la sua passione per l'artiglieria. La sua unica inclinazione artistica era quella del canto corale ed infatti egli formò un coro amatoriale di più di sessanta voci, tra cui alcuni cantanti professionisti, diretto da Kasatchenko, direttore del Teatro Imperiale. Per un decennio il gruppo si ritrovò al palazzo di Sergej ogni lunedì sera dalle 20:00 alle 22:30 prima che la guerra russo-giapponese interrompesse la loro attività. Come tutti gli altri granduchi, Sergej Michajlovič era immensamente ricco: oltre alla sua indennità granducale di 200 000 rubli annui, riceveva i proventi delle sue vaste tenute personali, tra le quali anche un casino di caccia a 97 km da San Pietroburgo; e alla morte del padre, la sua ricchezza aumentò ulteriormente.
Rimase scapolo, vivendo nel palazzo di suo padre, ed in seguito nella residenza di suo fratello maggiore sulla Neva, il nuovo palazzo Michajlovskij a San Pietroburgo. Le stanze ed i corridoi erano così vasti che Sergej utilizzava una bicicletta per far visita ai fratelli Georgij e Nikolaj che vivevano in altre ali del palazzo.

### Relazioni sentimentali
Durante i primi anni 1890 il granduca Sergej Michajlovič era particolarmente legato a suo fratello Aleksandr; durante un viaggio che fecero insieme in India, dovettero interrompere la loro gita a Bombay nel 1891 a causa dell'improvvisa morte della loro madre. Entrambi i fratelli si innamorarono di Ksenija Aleksandrovna, figlia di loro cugino Alessandro III; alla fine lei preferì Aleksandr a Sergej e si sposarono nel 1894. Durante l'ultimo anno del regno di Alessandro III, Sergej ed i suoi fratelli Aleksandr e Georgij erano sempre molto vicini al futuro zar, Nicola II, ma la loro intimità finì con l'ascensione al trono ed il matrimonio di Nicola.
Quando Nicola II, allora ancora zarevic, interruppe la propria relazione con la sua amante, la famosa ballerina Matil'da Feliksovna Kšesinskaja, chiese a Sergej di prendersene cura. Dal 1894 il granduca Sergej Michajlovič, che all'epoca aveva venticinque anni, divenne il protettore della Kšesinskaja, provvedendo a lei con molta generosità; nel 1895 le comprò addirittura una dacia a Strelna. La ballerina, che era molto ambiziosa, usò i suoi legami con i Romanov per avanzare nella propria carriera. Sergej, in quanto presidente della Società dei Teatri Imperiali, aveva un ruolo attivo nel mondo del balletto cosicché poté assicurare un posto importante per l'amante nel balletto imperiale; il Granduca era d'altronde sinceramente devoto a Matil'da, ma lei non ne era innamorata e lo usò per raggiungere i suoi obiettivi. Sergej rimase un suo amico fedele fino alla fine della sua vita; non si sposò mai e trovò nella compagnia di Matil'da il sostituto di una vita famigliare.
Nel febbraio del 1900 la Kšesinskaja incontrò il granduca Andrej Vladimirovič, figlio del granduca Vladimir Aleksandrovič, che era un primo cugino di Sergej. Matil'da si innamorò di lui e presto iniziarono una nuova relazione. Sergej tollerò la loro liaison ed infatti rimase un amico leale per la Kšesinskaja, ma i rapporti tra i due granduchi si fecero tesi. Per circa un ventennio provarono ad evitarsi l'un l'altro mentre dividevano la stessa donna; il ménage à trois divenne però più complicato quando, il 18 giugno 1902, Matil'da diede alla luce un figlio. Entrambi i granduchi inizialmente erano convinti di essere il padre del bambino, ma dopo la rivoluzione sia la madre che il granduca Andrej affermarono che il padre era quest'ultimo, anche se fu Sergej Michajlovič a mantenere Matil'da ed il piccolo. Il piccolo, che in famiglia era conosciuto con il nomignolo di Vova, ricette il nome e patronimico di Vladimir Sergeevič, benché fino al 1911 non venne reso noto alcun cognome; il certificato di nascita indicava Sergej come il padre ed in effetti egli fu molto affezionato al bambino. Attualmente la questione della paternità di Vladimir è ancora irrisolta anche se la maggior parte delle fonti la attribuisce al granduca Andrej Vladimirovič, cui il bambino assomigliava.
Nel 1908 la contessa Barbara Vorontzov-Daskov, vedova del conte Ivan Vorontzov-Daskov, diede alla luce un figlio, Aleksandr, in Svizzera; sembra che il padre fosse il granduca Sergej Michajlovič Romanov. Il bambino venne adottato da Sophia von Dehn, la cui nonna era figlia dello zar Nicola I; Sophia portò con sé Aleksandr in Italia dove il marito era addetto alla marina. Aleksandr si sposò due volte e morì negli Stati Uniti d'America nel 1979.

### Prima guerra mondiale e rivoluzione bolscevica

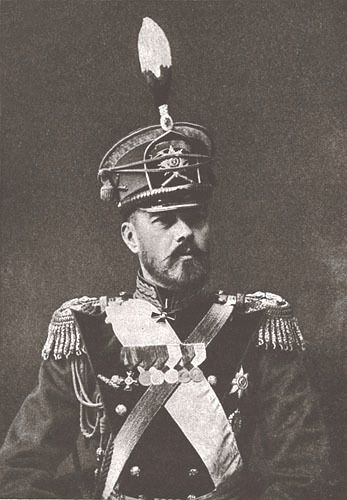
Il granduca Sergej Michajlovič Romanov durante la prima guerra mondiale

Durante una visita in Austria ed in Germania effettuata nel 1913, Sergej Michajlovič si convinse che le due potenze si stavano preparando per combattere, ma i suoi avvertimenti non vennero ascoltati dai ministri russi. Nell'estate del 1914, appena prima dello scoppio della prima guerra mondiale, il Granduca stava facendo un viaggio nei pressi del lago Bajkal quando venne colpito da una febbre reumatica a Čita. Al suo ritorno a casa, i primi giorni d'autunno, la sua malattia, complicata dalla pleurite, prese una piega preoccupante; trascorse cinque mesi a letto prima che venisse dichiarato sufficientemente in forze per riprendere i suoi doveri. Venne nominato quindi ispettore generale dell'Artiglieria e venne assegnato al quartier generale durante un viaggio ad Arcangelo per controllare le munizioni spedite lì dagli alleati.
In quanto comandante del reparto artiglieria, il granduca Sergej Michajlovič fu preso nel mirino del presidente della Duma, Michail Vladimirovič Rodzjanko; la corruzione e la negligenza erano evidenti anche nell'Artiglieria e ci fu uno scandalo legato ai contratti del reparto. La Kšesinskaja fu accusata di procurare degli ordini ad alcune ditte in cambio di un ritorno economico; il Granduca venne quindi biasimato per non aver smascherato una banda di ladri e per aver coperto le attività della sua amante. Una commissione speciale investigò sull'accaduto e nel gennaio 1916 Sergej dovette rassegnare le proprie dimissioni da capo dell'Artiglieria. Venne quindi nominato ispettore di campo generale dell'Artiglieria alla stavka; si venne a trovare quindi nella situazione di essere a contatto ogni giorno con Nicola II, vivendo sul treno imperiale che fungeva da quartier generale.
Con il tempo si fece sempre più pessimista circa l'esito della guerra per la Russia, ma non poteva esercitare alcuna influenza sullo Zar, il quale poneva fiducia unicamente nella moglie Alessandra Feodorovna, che odiava Sergej avendolo inserito nella lista di suoi nemici. La Zarina aveva infatti prestato ascolto alle voci di corruzione che avevano infangato la reputazione di Sergej, cosicché fece pressioni sull'Imperatore affinché pretendesse le dimissioni del Granduca. Lo scandalo non si calmò nemmeno durante l'ultimo periodo della russia imperiale e Sergej passò quasi tutto il suo tempo alla stavka. Diventò anche più cauto nei confronti di Matil'da Feliksovna, che lo aveva usato per la sua smania di ricchezza. Circa i risultati della guerra, Sergej Michajlovič non aveva speranze.
Alla caduta della monarchia, il granduca Sergej era a Mogilev in compagnia di Nicola II quando fu costretto ad abdicare. Durante i primi mesi del Governo Provvisorio Russo, Sergej rimase a Mogilev in esilio volontario su consiglio di suo fratello Nikolaj Michajlovič, a causa dell'alone di corruzione che lo circondava come risultato dello scandalo Kšesinskaja. In ogni caso, dopo ventidue anni in cui aveva sostituito la vita famigliare con la relazione con l'amante, resistette alle pressioni del fratello di rompere definitivamente con Matil'da e suo figlio.
Sergej Michajlovič ritornò a Pietrogrado (come venne ribattezzata San Pietroburgo) all'inizio di giugno 1917; rimase nell'ormai ex capitale imperiale durante il periodo del governo costituzionale, vivendo con suo fratello Nikolaj nel nuovo palazzo Michajlovskij. Il Granduca fece una proposta di matrimonio alla Kšesinskaja, ma lei, benché gli volesse bene, non lo amava e lo rifiutò. Decise invece di unirsi al granduca Andrej nel Caucaso; il 13 luglio Sergej andò alla stazione ferroviaria per salutare Matil'da ed il figlio.

### Prigionia
Dopo il colpo di Stato dei bolscevichi del novembre 1917, coronato dal successo, i giornali di Pietrogrado pubblicarono un decreto che convocava tutti i Romanov maschi di presentarsi alla tanto temuta Čeka, la polizia segreta. Inizialmente venne loro richiesto di non lasciare la città; nel marzo 1918 i Romanov registrati furono nuovamente convocati per essere spediti al confino in Russia. Sergej Michajlovič fu spedito a Vjatka, una piccola cittadina ai piedi degli Urali. Con le valigie in mano il Granduca arrivò alla stazione il pomeriggio del 4 aprile 1918; il suo segretario personale, Fedor Remez, lo seguì in esilio. Alle sette di sera uscì da Pietrogrado e si diresse verso la Siberia orientale. Il granduca Sergej partì verso il suo destino in compagnia del suo segretario, dei tre figli del granduca Konstantin Konstantinovič (i principi Ivan, Konstantin e Igor' Konstantinovič) e del principe Vladimir Pavlovič Paley, figlio del matrimonio morganatico del granduca Pavel Aleksandrovič. A Vjatka il Granduca venne alloggiato in una casa diversa rispetto a quella dei suoi parenti più giovani; benché fossero tutti virtualmente prigionieri, era loro permesso di camminare liberamente per la città e potevano partecipare alle funzioni religiose della chiesa locale. La loro situazione però cambiò dopo appena undici giorni.
Il 30 aprile il granduca Sergej, il suo segretario e gli altri Romanov vennero trasferiti ad Ekaterinburg per ordine del soviet regionale degli Urali; il viaggio durò tre giorni attraverso le foreste della regione. Il 3 maggio 1918 i prigionieri arrivarono infine ad Ekaterinburg, dove vennero ospitati nell'hotel Palazzo Reale sulla prospettiva Voznesenskij della città. Pochi giorni dopo, la granduchessa Elizaveta Fëdorovna, sorella della Zarina, li raggiunse e vennero loro concessi alcune libertà. Benché la famiglia di Nicola II si trovasse nelle vicinanze, a casa Ipat'ev, i granduchi non furono in grado di mettersi in contatto con loro. Dopo due settimane, il soviet regionale degli Urali decise di trasferirli nuovamente; il 18 maggio 1918 venne loro detto che sarebbero stati portati nella città di Alapaevsk, negli Urali settentrionali, a 190 km da Ekaterinburg, e venne loro ordinato di fare in fretta i bagagli. Lo stesso pomeriggio salirono a bordo di un treno e, due giorni dopo, arrivarono a destinazione.
I Romanov vennero alloggiati nella scuola Napolnaya, alla periferia della cittadina. L'edificio era piccolino, consistendo in sole sei stanze, e l'arredamento era essenziale ma misero. Ogni prigioniero ricevette un letto di ferro. Fu loro concesso di muoversi nelle desolate ex aule di lezione e di arrangiarsi per risolvere i loro problemi di vita quotidiana. Sergej Michajlovič divise la stanza con Fëdor Remez e il principe Paley. Benché i prigionieri venissero tenuti sotto stretta sorveglianza dai militari dell'Armata Rossa, potevano camminare per la città, parlare con le persone che incontravano ed andare in chiesa nei giorni di festa. Preparandosi a passare molto tempo ad Alapaevsk, piantarono fiori e verdure nei giardini vicini alla scuola e trascorsero molte ore lavorandovi; nei giorni di pioggia, invece, i Romanov si leggevano romanzi l'un l'altro. Gradualmente però il regime cui erano sottoposti si indurì e furono loro proibite le passeggiate, la scuola venne circondata da un recinto in filo spinato e piccole trincee. Due settimane dopo furono uccisi.

### Morte
Esiste una testimonianza dell'uccisione del gruppo dei Romanov ad Alapaevsk, fornita da uno dei bolscevichi locali, Vasisili Ryabov. In seguito egli ricordò:
Al pozzo numero 7, il più profondo e lungo tra quelli inutilizzati, gli autocarri si fermarono. Bendati, i Romanov vennero obbligati a camminare su un tronco posto sopra il pozzo profondo circa 18 metri. Il granduca Sergej Michajlovič, il più vecchio del gruppo, fu l'unico a disobbedire. Si gettò contro le guardie che gli spararono, uccidendolo sul colpo. Il suo corpo fu gettato nella miniera. I suoi parenti furono colpiti alla testa e gettati ancora vivi nel pozzo. Un paio di granate vennero quindi gettate dietro di loro. La bocca della miniera venne riempita con cespugli secchi, cui venne dato fuoco finché non si fu sicuri di aver cancellato ogni forma di vita anche sotto terra.

### Post mortem
Il 28 settembre 1918 l'Armata Bianca conquistò Alapaevsk, sperando di riuscire a salvare i prigionieri dell'edificio scolastico. Alcuni contadini della zona indirizzarono gli investigatori sulla sorte dei Romanov alla miniera abbandonata. L'8 ottobre iniziarono a recuperare i corpi dal pozzo. Il corpo del granduca Sergej Michajlovič venne estratto due giorni dopo.
L'identificazione dei Romanov avvenne sulla base dei vestiti che indossavano e dalle carte trovate nelle loro tasche. Gli investigatori dell'Armata Bianca non avevano a disposizione dati medici o calchi dentali e dopotutto undici settimane nella miniera avevano alterato sostanzialmente l'aspetto fisico delle vittime. L'autopsia rivelò che il granduca Sergej Michajlovič aveva una contusione sul lato sinistro della sua testa, ma la sua morte era stata causata da una ferita da arma da fuoco sul lato destro del capo.
Dopo che vennero terminate le autopsie, i corpi dei principi e granduchi vennero lavati, avvolti in sudari bianchi e messi in bare di legno. Venne celebrato per loro un rito funebre e poi vennero sepolti nella cripta della cattedrale della Santa Trinità di Alapaevsk. Otto mesi dopo, quando ormai era chiaro che i bianchi si stavano ritirando, le bare vennero trasferite ad Irkutsk. Anche qui le bare rimasero poco, meno di sei mesi, prima che l'avanzata dei rossi costringesse ad un loro trasporto verso Oriente. Nell'aprile 1920 le bare si trovavano a Pechino, dove vennero poste nella cripta annessa alla cappella della missione russa. La chiesa in seguito fu distrutta, benché si pensi che le tombe siano ancora sul luogo, attualmente seppolte sotto un parcheggio.

## Ascendenza
|                             |                         |                                   | Genitori                                  |  |  | Nonni |  |  | Bisnonni          |  |  | Trisnonni            |  |
|                             |                         |                                   |                                           |  |  |       |  |  | Paolo I di Russia |  |  | Pietro III di Russia |  |
|                             |                         |                                   |                                           |  |  |       |  |  | Paolo I di Russia |  |  | Pietro III di Russia |  |
|                             |                         | Caterina II di Russia             |                                           |  |  |       |  |  | Paolo I di Russia |  |  |                      |  |
| Nicola I di Russia          |                         |                                   |                                           |  |  |       |  |  | Paolo I di Russia |  |  |                      |  |
|                             |                         | Sofia Dorotea di Württemberg      | Federico II Eugenio di Württemberg        |  |  |       |  |  |                   |  |  |                      |  |
|                             |                         | Sofia Dorotea di Württemberg      | Federico II Eugenio di Württemberg        |  |  |       |  |  |                   |  |  |                      |  |
|                             |                         | Sofia Dorotea di Württemberg      | Federica Dorotea di Brandeburgo-Schwedt   |  |  |       |  |  |                   |  |  |                      |  |
| Michail Nikolaevič Romanov  |                         | Sofia Dorotea di Württemberg      |                                           |  |  |       |  |  |                   |  |  |                      |  |
|                             |                         | Federico Guglielmo III di Prussia | Federico Guglielmo II di Prussia          |  |  |       |  |  |                   |  |  |                      |  |
|                             |                         | Federico Guglielmo III di Prussia | Federico Guglielmo II di Prussia          |  |  |       |  |  |                   |  |  |                      |  |
|                             |                         | Federico Guglielmo III di Prussia | Federica Luisa d'Assia-Darmstadt          |  |  |       |  |  |                   |  |  |                      |  |
| Carlotta di Prussia         |                         | Federico Guglielmo III di Prussia |                                           |  |  |       |  |  |                   |  |  |                      |  |
|                             |                         | Luisa di Meclemburgo-Strelitz     | Carlo II di Meclemburgo-Strelitz          |  |  |       |  |  |                   |  |  |                      |  |
|                             |                         | Luisa di Meclemburgo-Strelitz     | Carlo II di Meclemburgo-Strelitz          |  |  |       |  |  |                   |  |  |                      |  |
|                             |                         | Luisa di Meclemburgo-Strelitz     | Federica Carolina Luisa d'Assia-Darmstadt |  |  |       |  |  |                   |  |  |                      |  |
| Sergej Michajlovič Romanov  |                         | Luisa di Meclemburgo-Strelitz     |                                           |  |  |       |  |  |                   |  |  |                      |  |
|                             | Carlo Federico di Baden | Federico di Baden-Durlach         |                                           |  |  |       |  |  |                   |  |  |                      |  |
|                             | Carlo Federico di Baden | Federico di Baden-Durlach         |                                           |  |  |       |  |  |                   |  |  |                      |  |
|                             | Carlo Federico di Baden | Amalia di Nassau-Dietz            |                                           |  |  |       |  |  |                   |  |  |                      |  |
| Leopoldo di Baden           | Carlo Federico di Baden |                                   |                                           |  |  |       |  |  |                   |  |  |                      |  |
|                             |                         | Luisa Carolina di Hochberg        | Luigi Enrico Filippo Geyer di Geyersberg  |  |  |       |  |  |                   |  |  |                      |  |
|                             |                         | Luisa Carolina di Hochberg        | Luigi Enrico Filippo Geyer di Geyersberg  |  |  |       |  |  |                   |  |  |                      |  |
|                             |                         | Luisa Carolina di Hochberg        | Massimiliana Cristiana di Sponeck         |  |  |       |  |  |                   |  |  |                      |  |
| Cecilia di Baden            |                         | Luisa Carolina di Hochberg        |                                           |  |  |       |  |  |                   |  |  |                      |  |
|                             |                         | Gustavo IV Adolfo di Svezia       | Gustavo III di Svezia                     |  |  |       |  |  |                   |  |  |                      |  |
|                             |                         | Gustavo IV Adolfo di Svezia       | Gustavo III di Svezia                     |  |  |       |  |  |                   |  |  |                      |  |
|                             |                         | Gustavo IV Adolfo di Svezia       | Sofia Maddalena di Danimarca              |  |  |       |  |  |                   |  |  |                      |  |
| Sofia Guglielmina di Svezia |                         | Gustavo IV Adolfo di Svezia       |                                           |  |  |       |  |  |                   |  |  |                      |  |
|                             |                         | Federica di Baden                 | Carlo Luigi di Baden                      |  |  |       |  |  |                   |  |  |                      |  |
|                             |                         | Federica di Baden                 | Carlo Luigi di Baden                      |  |  |       |  |  |                   |  |  |                      |  |
|                             |                         | Federica di Baden                 | Amalia d'Assia-Darmstadt                  |  |  |       |  |  |                   |  |  |                      |  |
|                             |                         | Federica di Baden                 |                                           |  |  |       |  |  |                   |  |  |                      |  |